# Diecéze saratovská svatého Klimenta
Diecéze saratovská svatého Klimenta (rusky Епархия Святого Климента в Саратове) je římskokatolická diecéze na území Ruska se sídlem v Saratově a katedrálou sv. Petra a Pavla. Je součástí moskevské církevní provincie, vznikla v roce 1999 jako apoštolská administratura Jižní evropské Rusko, roku 2002 se stala diecézí. Jejím současným biskupem je Clemens Pickel.